# Terrell (Texas)
Pour les articles homonymes, voir Terrell.
La ville de Terrell est située dans le comté de Kaufman, dans l’État du Texas, aux États-Unis. Sa population s’élevait à 15 816 habitants lors du recensement de 2010, estimée à 17 842 habitants en 2017.

## Galerie photographique

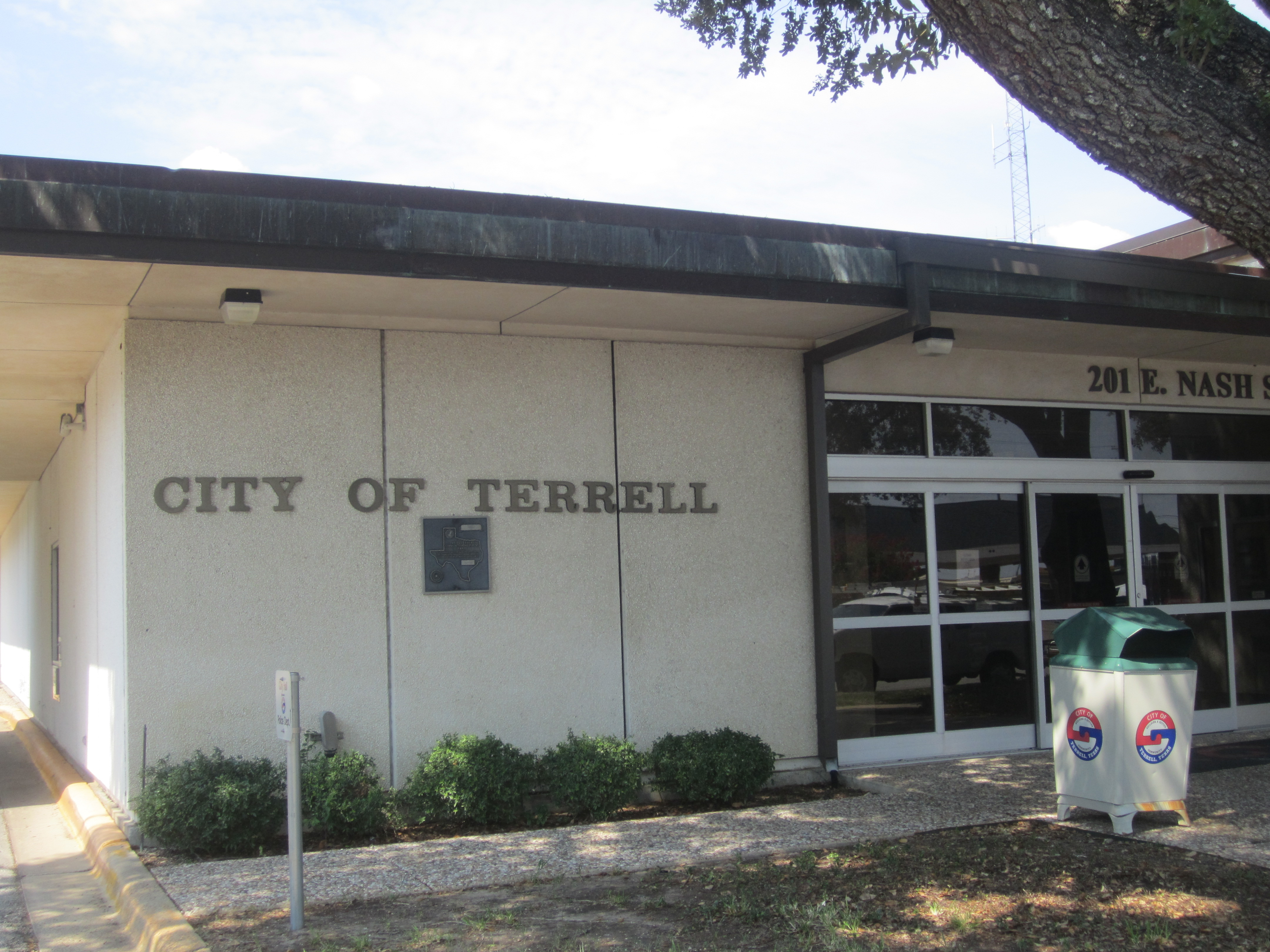
L’hôtel de ville de Terrell.
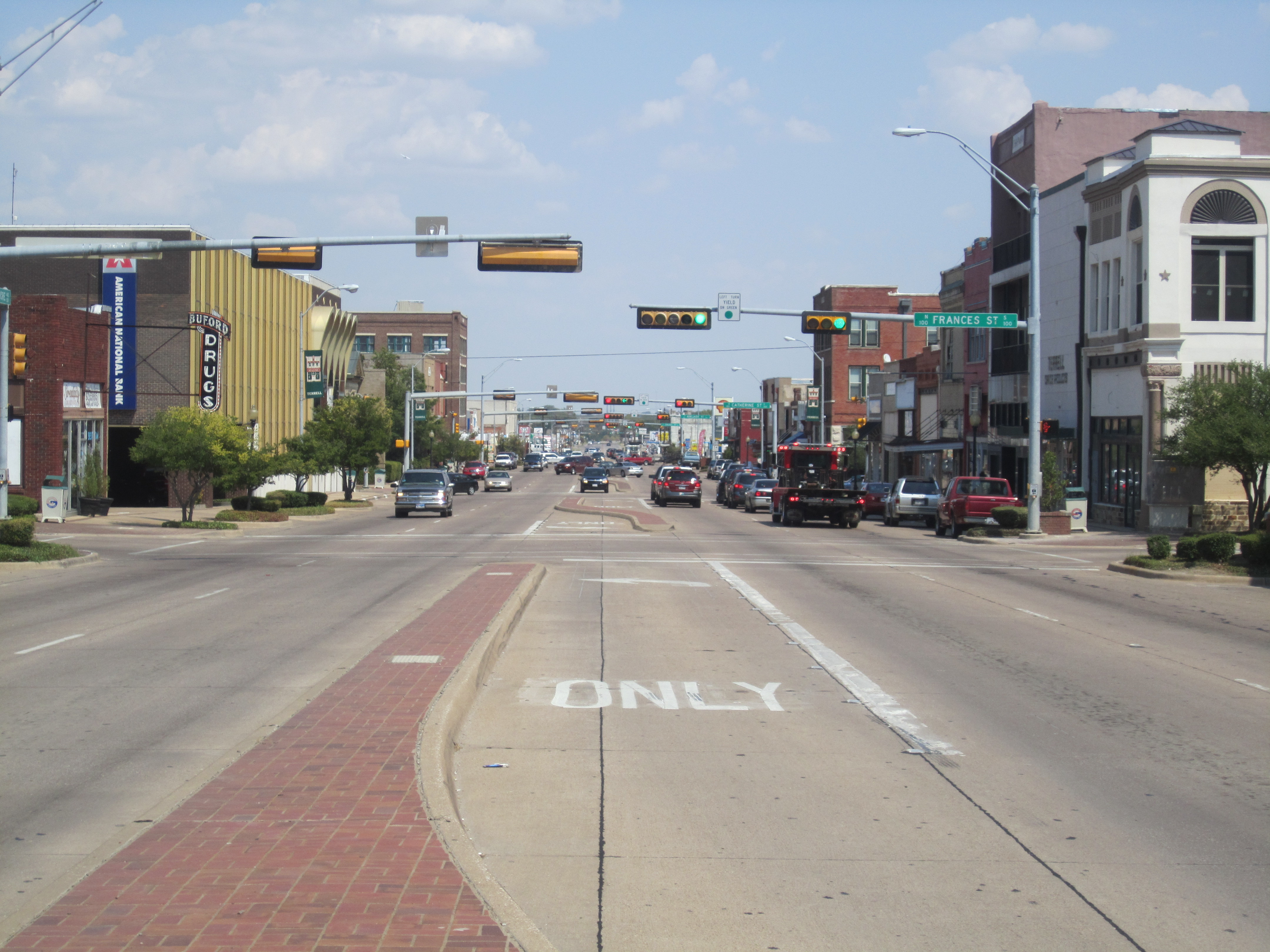
Terrell en 2011.

## Source
- (en) Cet article est partiellement ou en totalité issu de l’article de Wikipédia en anglais intitulé « Terrell, Texas » (voir la liste des auteurs).